# Шандра близкая
Шандра близкая (лат. Marrubium propinquum) — многолетнее растение, вид рода Шандра (Marrubium) семейства Яснотковые (Lamiaceae).

## Распространение и экология
Встречается в Закавказье и Иране.
Растёт по сухим склонам в горных районах.

## Ботаническое описание
Растение высотой 30—45 см.
Стебли грубые, изогнутые, кверху ветвистые.
Стеблевые листья от яйцевидных до обратнояйцевидных, к основанию клиновидно-суженные, сверху тёмно-зелёные, морщинистые, снизу серо-зелёные, на черешках длиной 8—10 мм. Верхушечные — эллиптически-клиновидные, почти сидячие.
Цветки в сильно расставленных многоцветковых ложных мутовках; прицветники слегка изогнутые и частью оттогнутые, немного короче чашечки; чашечка с пятью шиловидными, отклонёнными зубцами, заострёнными к верхушке, в полтора-два раза короче трубки; венчик розовый, трубка выдаётся из чашечки.

## Классификация
Вид Шандра близкая входит в род Шандра (Marrubium) подсемейства Яснотковые (Nepetoideae) семейства Яснотковые (Lamiaceae) порядка Ясноткоцветные (Lamiales).
|  |                                      |  |                                                             |                                                             |                      |  | ещё 21 семейство (согласно Системе APG II) | ещё 21 семейство (согласно Системе APG II)  |                                             |  |  |  | ещё более 50 родов | ещё более 50 родов |  |  |
|  |                                      |  |                                                             |                                                             |                      |  | ещё 21 семейство (согласно Системе APG II) | ещё 21 семейство (согласно Системе APG II)  |                                             |  |  |  | ещё более 50 родов | ещё более 50 родов |  |  |
|  |                                      |  |                                                             | порядок Ясноткоцветные                                      |                      |  |                                            |                                             | подсемейство Яснотковые                     |  |  |  |                    | вид Шандра близкая |  |  |
|  |                                      |  |                                                             | порядок Ясноткоцветные                                      |                      |  |                                            |                                             | подсемейство Яснотковые                     |  |  |  |                    | вид Шандра близкая |  |  |
|  | отдел Цветковые, или Покрытосеменные |  |                                                             |                                                             | семейство Яснотковые |  |                                            |                                             | род Шандра                                  |  |  |  |                    |                    |  |  |
|  | отдел Цветковые, или Покрытосеменные |  |                                                             |                                                             |                      |  |                                            |                                             |                                             |  |  |  |                    |                    |  |  |
|  |                                      |  | ещё 44 порядка цветковых растений (согласно Системе APG II) | ещё 44 порядка цветковых растений (согласно Системе APG II) |                      |  |                                            | ещё 7 подсемейств (согласно Системе APG II) | ещё 7 подсемейств (согласно Системе APG II) |  |  |  | ещё около 40 видов |                    |  |  |
|  |                                      |  |                                                             | ещё 44 порядка цветковых растений (согласно Системе APG II) |                      |  |                                            |                                             | ещё 7 подсемейств (согласно Системе APG II) |  |  |  |                    |                    |  |  |